# Arif İsayev
Arif İsayev (* 28. Juli 1985 in Baku) ist ein aserbaidschanischer ehemaliger Fußballspieler.

## Karriere

### Verein
İsayev verbrachte insgesamt zehn Jahre im aserbaidschanischen Profifußball. Zur Winterpause 2012/13 wechselte er in die türkische TFF 1. Lig zu Denizlispor. In der Rückrunde spielte er nahezu jedes Spiel mit oder wurde eingewechselt. In der Saison 2013/14 verletzte er sich früh am Schambein und war deshalb sechs Wochen nicht spielfähig. Daraufhin einigten sich İsayev und Denizlispor auf ein Vertragsende im gegenseitigen Einverständnis.

### Nationalmannschaft
İsayev spielte viermal für die Nationalmannschaft von Aserbaidschan, zuletzt unter Berti Vogts beim EM-Qualifikationsspiel gegen die Türkei am 11. Oktober 2011.